# Papyrus 5
- Papyrus
- Onciale
- Minuscules
- Lectionnaire

Le Papyrus 5 ({\displaystyle {\mathfrak {P}}}5) est une copie du Nouveau Testament en grec, réalisée sur un rouleau de papyrus au IIIe siècle.
Le texte s'agit de l'Évangile selon Jean (1,23-31.33-40; 16,14-30; 20,11-17.19-20.22-25).
Le texte est de type occidental. Kurt Aland le classe en Catégorie I.
{\displaystyle {\mathfrak {P}}}5 a été découvert en Oxyrhynque. Il est actuellement conservé à la British Library (Inv. nos. 782, 2484),.